# 농협미래농업지원센터
농협미래농업지원센터(農協未來農業支援센터)는 농업분야의 새로운 가치와 기회를 만들고, 농식품 아이디어 허브와 미래농업의 요람으로 자리 잡아 새로운 일자리 창출과 농가소득 향상에 이바지하기 위하여 설립된 기관이다. 경기도 안성시 공도읍 대신두길 13에 있다.

## 연혁
- 2016년 7월 20일 농협창조농업지원센터 개원[6]
- 2017년 7월 1일 농협미래농업지원센터 명칭변경
- 2017년 7월 20일 농협미래농업지원센터 개원1주년

## 주요 업무
- 농식품 부문 우수 아이디어 창출 및 사업화ㆍ창업지원
- 미래농업 확산을 위한 종합컨설팅 및 현장체험형 전문교육 지원
- 미래농업인 및 농식품 경영체에 대한 금융ㆍ유통판로 지원
- 미래농업 유관기관(農産學)과의 업무협약을 통한 협업

## 조직

### 농협미래농업지원센터
| 경영지원단 - 경영지원팀 - 미래농업팀 | 종합컨설팅단 - 창업경영컨설팅팀 - 판로자금컨설팅팀 |
|                                      |                                                    |

## 같이 보기
- 농업기술실용화재단
- 농림수산식품기술기획평가원
- 농림수산식품교육문화정보원
- 한국농식품ICT융복합산업협회
- 전국창조경제혁신센터협의회